# Шарль II де Гиз
Шарль II де Гиз-Лоррен (5 ноября 1596 — 5 ноября 1657) — французский аристократ, 2-й герцог д’Эльбёф (1605—1657), пэр Франции.

## Биография
Представитель рода Гизов, младшей линии Лотарингского дома. Старший сын Шарля I Лотарингского (1556—1605), 1-го герцога д’Эльбёфа (1582—1605), и Маргариты де Шабо (1565—1652). Младший брат — известный французский военачальник Генрих Лотарингский, граф д’Аркур и Арманьяк, виконт де Марсан.
В августе 1605 года после смерти своего отца девятилетний Шарль унаследовал титул герцога д’Эльбёфа и пэра Франции.
С 1607 года находился при французском королевском дворе, став товарищем по играм будущего короля Франции Людовика XIII. После совершеннолетия короля Шарль Лотарингский получил должность главного камергера Франции.
Он был верным слугой короля, помогал ему в конфликтах с Марией Медичи, кардиналом Ришельё и гугенотами. Герцог де Лонгвиль, губернатор Нормандии, верный королеве Марии Медичи, возглавил восстание против короля и расположился лагерем под Оривалем. Король и кардинал подавили восстание, а Шарль де Гиз был назначен новым губернатором Нормандии.
Шарль де Гиз участвовал в осаде Ла-Рошели, но был ранен при Сен-Жан-д’Анжели. Затем он получил должность губернатора Пикардии.
Скончался в Париже в 1657 году.

## Брак и дети
20 июня 1619 года женился на Екатерине Генриетте де Бурбон (1596—1663), мадемуазель де Вандом, незаконнорождённой дочери короля Франции Генриха IV Бурбона и его фаворитки Габриэль д’Эстре. Супруги имели шесть детей:
- Шарль III де Гиз-Лоррен (1620 — 4 мая 1692), 3-й герцог д’Эльбёф (1657—1692)
- Генрих (1622 — 3 апреля 1648), аббат Омблиере
- Франсуа Луи (1623 — 27 июня 1694), граф д’Аркур
- Франсуа Мария (4 апреля 1624 — 19 января 1694), принц де Лиллебонн
- Екатерина (1626—1645), монахиня в Порт-Рояле
- Мария Маргарита (1629 — 7 августа 1679), мадемуазель д’Эльбёф

От внебрачной связи с Жанной-Франсуазой Schotte имел дочь:
- Шарлотта Франсуаза Адриана (род. 1638).